# Afrikai ezüstcsőrűpinty
Az afrikai ezüstcsőrűpinty (Euodice cantans) a madarak osztályának a verébalakúak (Passeriformes) rendjébe, ezen belül a díszpintyfélék (Estrildidae) családjába tartozó faj.

## Rendszerezése
A fajt Johann Friedrich Gmelin német természettudós írta le 1789-ben, a Loxia nembe Loxia cantans néven. Sorolták  a Lonchura nembe Lonchura cantans néven is.

## Alfajai
- Euodice cantans cantas (Gmelin, 1789) – Afrika nyugati és középső része
- Euodice cantans orientalis (L. Lorenz von Liburnau & Hellmayr, 1901) – Afrika keleti része

## Előfordulása
Afrika területén honos. Betelepítették Portugáliába, Katarba, Puerto Ricóba és a  Hawaii szigetekre. Természetes élőhelyei a száraz szavannák, félsivatagos területeken és cserjésekben van. Állandó, nem vonuló faj.

## Megjelenése
Testhossza 11 centiméter, testtömege 10–14 gramm. A nemek hasonlóak, a hímet csak éneke alapján lehet megkülönböztetni. A fejoldalak és a torok sárgásbarna, a fejtető sötétbarna, a hát világosbarna, sötét kereszthullámokkal. A farkcsík és a farkfedők, valamint a farktollak feketék. A mell és a has sárgásbarna. Az alsó farkfedők fehérek. A szem barna, szürkéskék gyűrűvel (a hímé élénkebb), a csőr kékesszürke, a láb hússzínű.
|  |

## Életmódja
Füvek és más növények magvaival táplálkozik, de rovarokat is fogyaszt. Szaporodási időben párban, egyébként csapatokban él.

## Szaporodása
A fészekalja 4-8 tojásból áll. A kotlás 15 napig tart, melyben mindkét szülő részt vesz.

## Természetvédelmi helyzete
Az elterjedési területe rendkívül nagy, egyedszáma pedig stabil. A Természetvédelmi Világszövetség Vörös listáján nem fenyegetett fajként szerepel.